# مقبرة جهانكير
مقبرة جهانكير(اللغة الأردية: مقبرہُ جہانگیر) هو ضريح من القرن 17 تم بناؤه للإمبراطور المغولي جهانكير. يعود تاريخ الضريح إلى عام 1637، ويقع في شاہدره باغ في لاهور/البنجاب في باكستان، على طول ضفاف نهر رافي. يشتهر الموقع بتصميماته الداخلية المزينة باللوحات الجدارية والرخام على نطاق واسع، كما يتميز بتصميمه الخارجي الغني بديرة pietra dura. يعد جزءًا من مجموعة مدرجة حاليًا على قائمة مؤقتة لوضع التراث العالمي لليونسكو.

## الموقع
تقع المقبرة في شاہدره باغ، شمال غرب مقتدرہ اندرون لاہور على نهر رافي، في منطقة ريفية معروفة بحدائق المتعة العديدة. في حديقة نور جهان الترفيهية، حديقة دلكوشا التي أنشأت عام 1557. يقع ضريح آصف خان الذي بُني عام 1645، وأكبري سارائي الذي تم بناؤه عام 1637 غرب مجمع قبر جهانكير مباشرةً، وتشكل الثلاثة مجموعة موجهة نحو محور شرق غربي. آخر مقابر شهدار باغ قبر زوجة جهانكير نور جهان يقع في جنوب غرب مقبرة آصف خان.

## خلفية

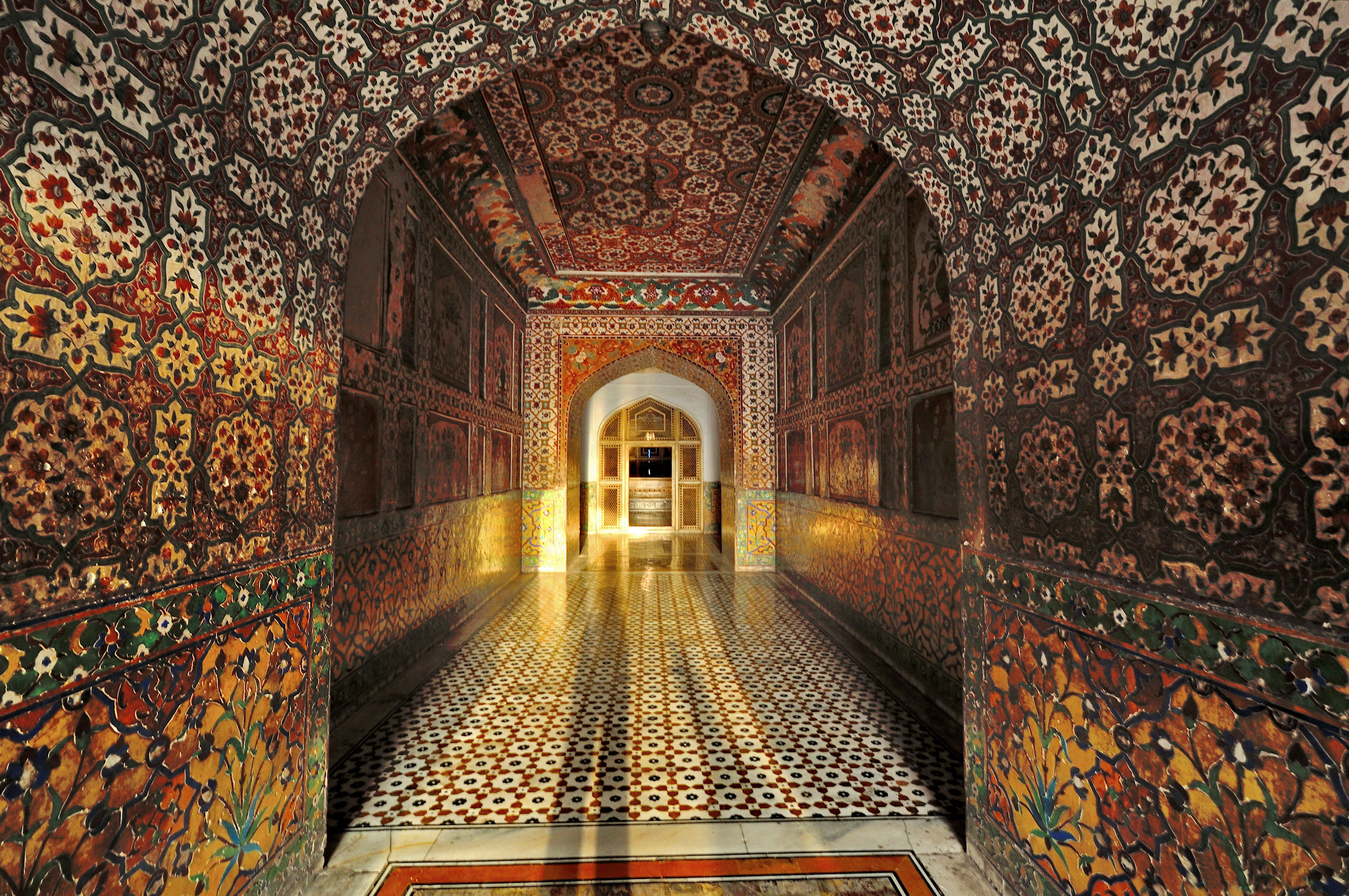
تزين الجزء الأكبر من الجزء الداخلي من الضريح بتصوير جصي من عصر المغول.

بُني الضريح للإمبراطور جهانكير، الذي حكم إمبراطورية المغول من 1605 إلى 1627 م، وتوفي في سفوح كشمير بالقرب من مدينة راجوري في 28 أكتوبر 1627. ونقل موكب جنازة جثته من كشمير ووصل إلى لاهور في 12 نوفمبر 1627. كانت حديقة دلكوشا التي دفن فيها «المكان المفضل» لجهانكير وزوجته نور جهان، عندما عاشا في لاهور  أمر ابنه الإمبراطور المغولي الجديد شاه جهان، ببناء «ضريح يليق بإمبراطور» على شرف والده بين رفاته.

## التاريخ

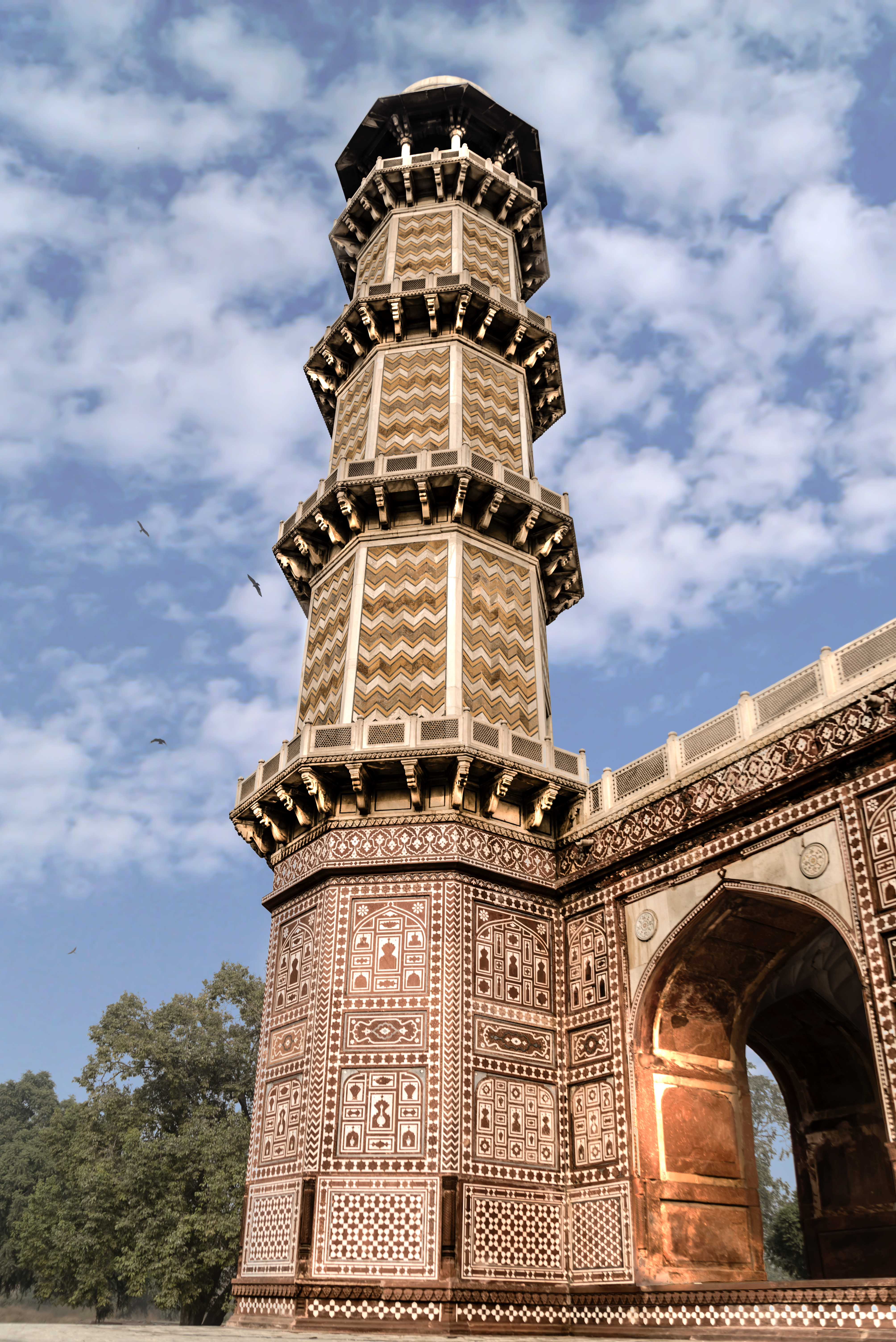
يعكس استخدام المآذن اهتمامًا متجددًا بالعمارة التيمورية في عهد جهانكير
.

على الرغم من أن المؤرخين المعاصرين نسبوا بناء المقبرة إلى شاه جهان ابن جهانكير، فقد كانت المقبرة نتيجة رؤية نور جهان. مستوحاة من مكان دفن والدها، قيل أنها صممت الضريح في عام 1627، وربما ساعدت في تمويله. بدأ البناء في عام 1627، تطلب عشر سنوات للانتهاء، وكلف 10 لاخ.
وفقًا لسجلات محكمة السيخ تم تنفيذ أعمال الإصلاح في المقبرة في عام 1814. ومع ذلك، فقد تم تدنيس مجمع القبر تحت حكم السيخ عندما تم نهبهم من جيش رانجيت سينغ، مع مواد البناء المستخدمة لتزيين المعبد الذهبي في أمريتسار. تحويل الأراضي التي نُهبت لاستخدامها كسكن خاص لضابط في جيش رانجيت سينغ يدعى سينور أومس، الذي كان يعرف أيضًا باسم هارمندير صاحب. قام رانجيت سينغ بتدنيس الضريح مرة أخرى عندما أمر بدفن هارمندير صاحب على أرض المقبرة بعد وفاته من الكوليرا في عام 1828. بحلول عام 1880، بدأت شائعة في الانتشار زعمت أن القبر كان يتصدره في السابق قبة أو طابق ثانٍ سرقه جيش رانجيت سينغ، على الرغم من عدم وجود أدلة تشير إلى وجود قبة أو قصة ثانية على الإطلاق القبر.
عانت مجموعة الشهدرة من الآثار تحت الحكم البريطاني، عندما تم بناء خط سكة حديد بين ضريح آصف خان ونور جهان. ثم تم إصلاح الموقع من قبل البريطانيين بين 1889-1890.
كما وهددت الفيضانات من نهر رافي القريب في أعوام 1867 و1947 و1950 و1954 و1955 و1957 و1958 و1959 و1962 و1966 و1973 و1976 و1988 و2010. تعرض الموقع لأضرار المياه أثناء الفيضانات في عام 1988 والتي غطت معظم الموقع بحوالي 10 أقدام من الماء لمدة 5 أيام.

## الهندسة المعمارية

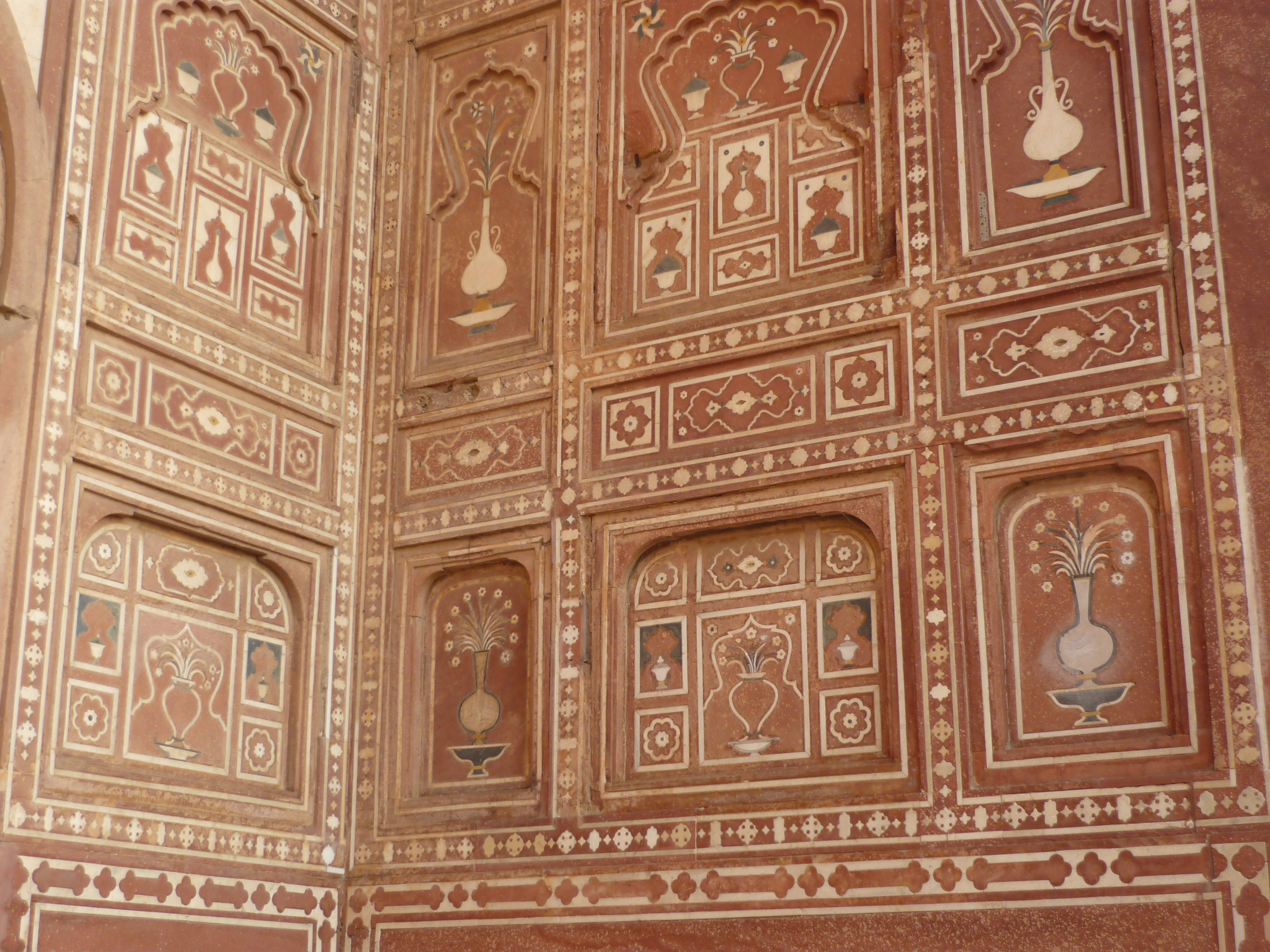
جدران القبر مطعمة بالرخام المنحوت.

شُيد القبر بأسلوب مغولي يتأثر بالهندسة المعمارية الصفوية من بلاد فارس، والتي ربما تم تقديمها إلى البلاط المغولي بواسطة نور جهان -الذي كان من أصل فارسي. يتم وضع الضريح على أنه takhtgah- أو ضريح مبني على المنصة التي تعمل بمثابة takht، أو «العرش».

### التصميم من الخارج

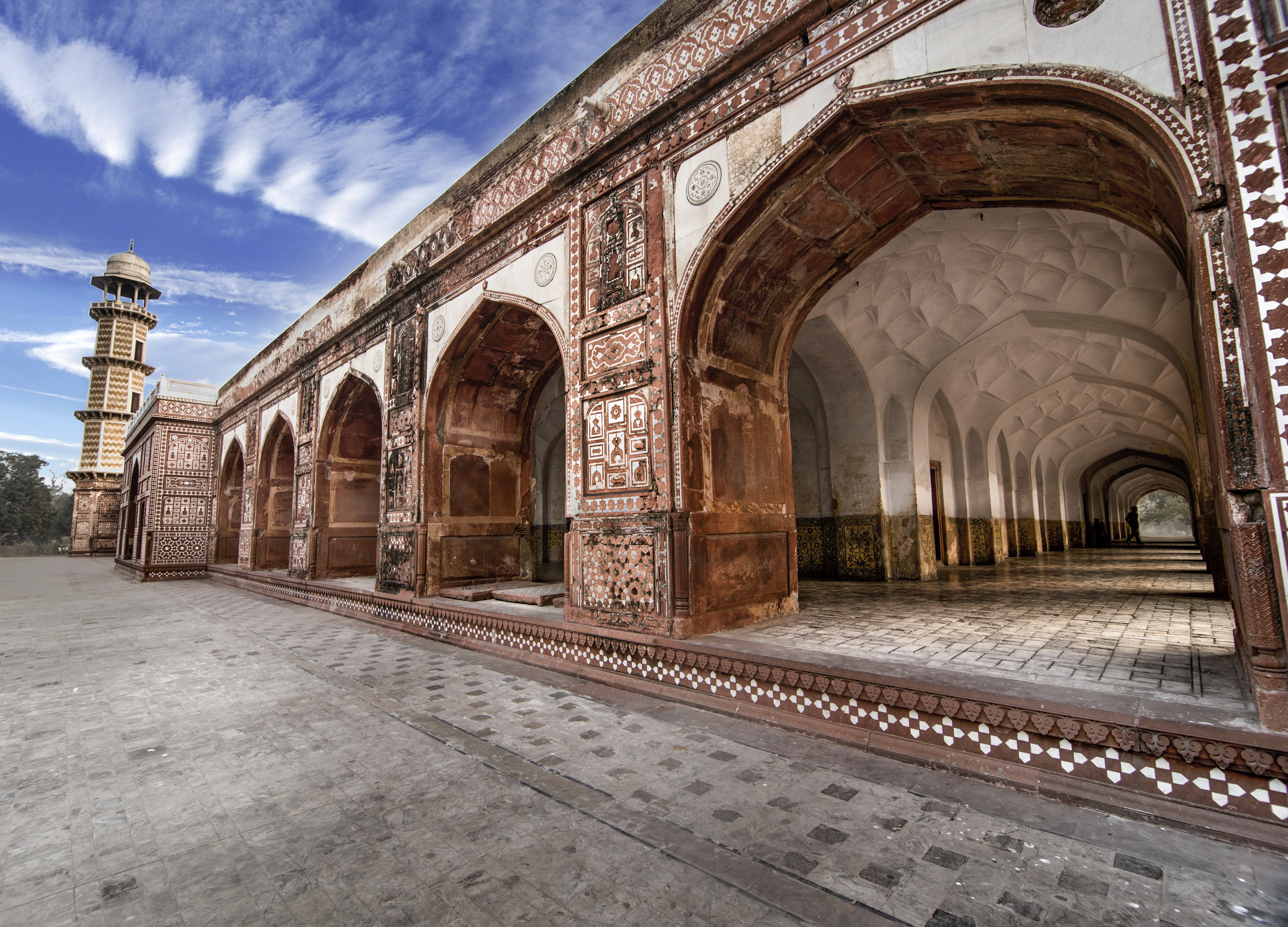
تحيط الأروقة بالقبر وتتميز بـ "غالب كاري" أو أضلاعه مطعمة بالأسطح المقوسة على المناطق المنحنية للقوس

تماشيًا مع التقاليد الدينية السنية، اختار ظهير الدين بابر جد جهانكير الكبير أن يدفن في قبر مفتوح على السماء في حدائق بابر. كسر قبر جهانكير هذا التقليد من خلال تضمين السقف؛ من أجل التوصل إلى حل وسط مع التقاليد السنية، منع جهانكير بناء قبة على قبره، وبالتالي فإن السقف كان بسيطًا وخاليًا من الزخارف المعمارية التي ظهرت لاحقًا بشكل بارز في تاج محل. تم تزيين واجهة الضريح بالحجر الرملي الأحمر المزين بزخارف رخامية.
الضريح المربع الشكل عبارة عن قاعدة طولها 22 قدمًا ومكوّنة من طابق واحد مع أروقة تصطف على الجوانب الأربعة للمبنى. تعكس الخلجان المقببة على طول محيط المقبرة الأنماط المعمارية التيمورية من آسيا الوسطى. واجهة الضريح من الحجر الرملي الأحمر مطعمة بزخارف من الرخام الأبيض.
ترتفع من المبنى أربعة مآذن زخرفية مثمنة من كل ركن من أركان المبنى، مزينة بحجر مرصع هندسي. يعكس استخدام المآذن، اهتمامًا متجددًا بالهندسة المعمارية التيمورية من آسيا الوسطى في عهد جهانكير. تنقسم المآذن إلى ثلاثة أقسام، تشكل المقبرة القاعدة التي يرتكز عليها جسم المئذنة تعلوها قباب من الرخام الأبيض. ترتفع المآذن إلى ارتفاع 100 قدم (30 مترًا).

### التصميم من الداخل

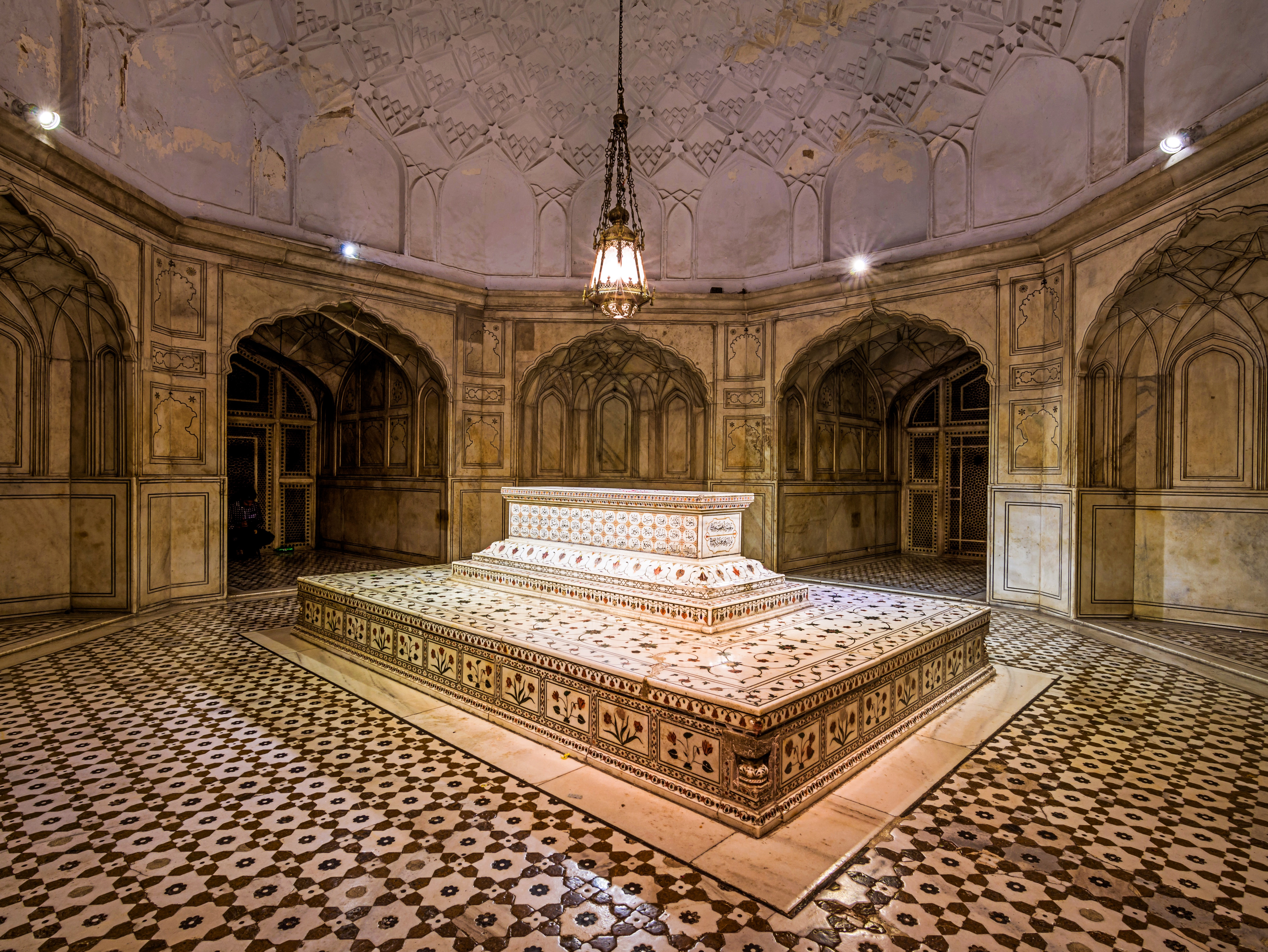
تحتوي حجرة الدفن على القبر الأجوف للإمبراطور.

ينقسم مبنى الضريح إلى سلسلة من الحجرات المقببة التي تم تزيينها بغنى بلوحة جدارية مغولية. يحيط بها نوافذ حجرية مثقبة تُزيّن عادةً بزخارف متقنة خطية وهندسة رياضية تدعى جالي التي تمرر الضوء في الأنماط المختلفة التي تحيط مكة.

### القبر الأجوف
توجد في وسط الضريح حجرة مثمنة الشكل مبطنة بالرخام المنحوت، حيث بقايا إمبراطور المغول ترقد في سرداب أسفل التابوت. يتميز الجزء الداخلي من القبر الأجوفأنه من الرخام الأبيض مطعم بزخارف من أنماط نباتية، وكذلك أسماء 99 من أسماء الله، موضوع شائع في التصوف الإسلامي.

### الحدائق

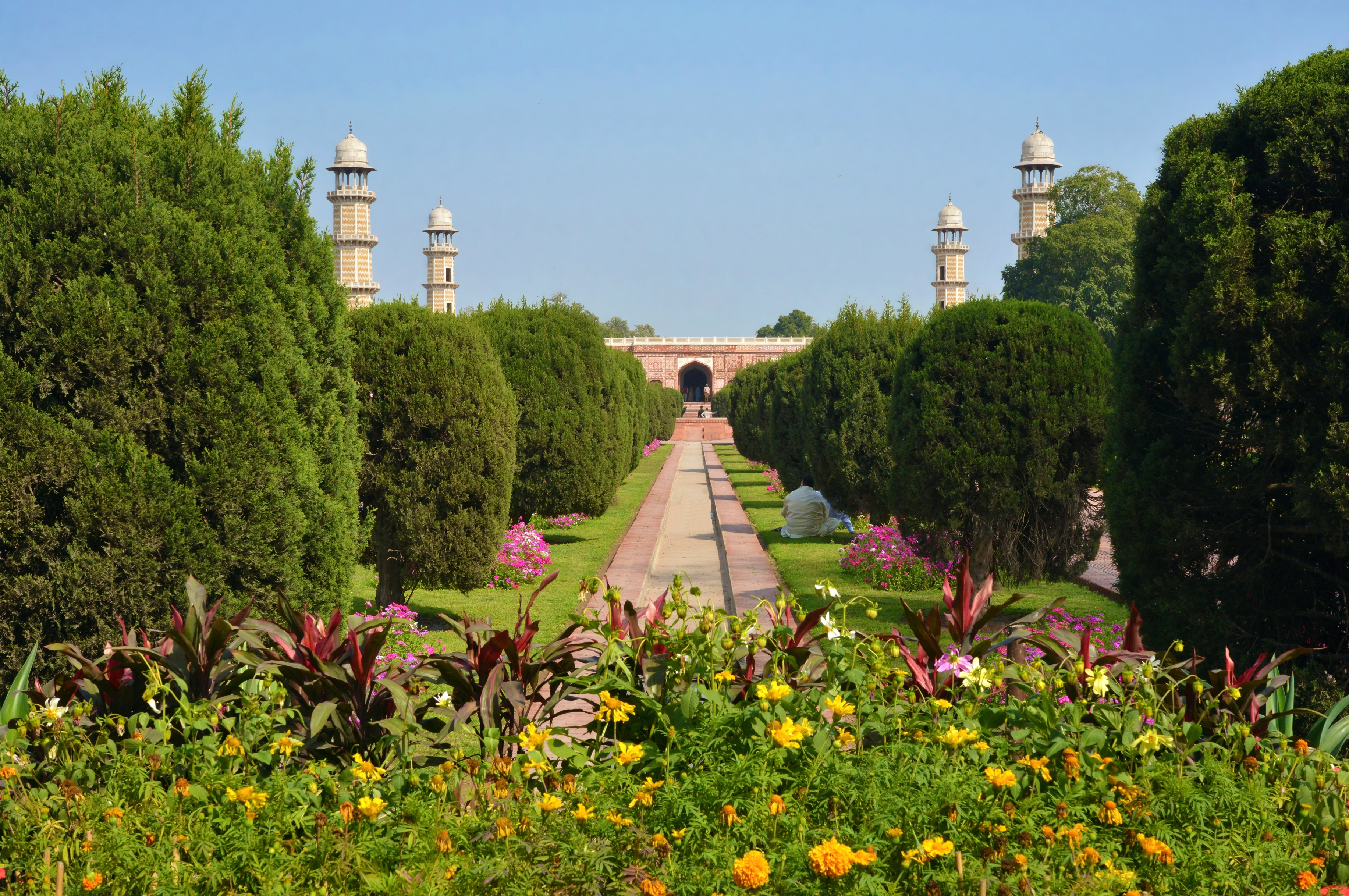
صممت حدائق المقبرة على طراز "شهار باغ" الفارسي.

الحدائق المحيطة بالمقبرة شاسعة، وتم وضعها في حديقة شهار باغ الفارسية أو حديقة الفردوس. تم فصل الحديقة إلى أربعة مربعات بواسطة ممرات معبدة (خيّابان) وقناتان مركزيتان وسطيتان من المياه صممتا لتعكسا اتجاه الأنهار الأربعة التي تتدفق في «جنات» المفهوم الإسلامي للجنة. ينقسم كل مربع من المربعات الأربعة إلى مربعات أصغر ذات مسارات، مكونًا 16 مربعًا. تشكل الحديقة ربعًا يبلغ طوله حوالي 500 متر من كل جانب.

## الخارج
يقع الضريح في اربع زوايا كبيرة مع البوابات التي تواجه كل من الاتجاهات الأساسية. يتم الدخول إلى الزوايا من الحافة الغربية عبر اکبری سرائى - بوابة تتميز بمسجد صغير. إلى الغرب مباشرة من منها مقبرة آصف خان - صهر جهانكير.

## أعمال الصيانة
الموقع محمي بموجب قانون الآثار الفيدرالي لعام 1975، على الرغم من أن أحكام القانون كثيراً ما يتم إهمالها، مما يؤدي إلى إتلاف الموقع والمنطقة المحيطة به. يحظر القانون البناء على بعد 200 قدم من الموقع، على الرغم من أن المنازل الخاصة قد بنيت على بعد أمتار قليلة من الجدران الحدودية للموقع. تم إدراج الموقع في القائمة المبدئية لموقع التراث العالمي لليونسكو في عام 1993.

## العملات وجمع الطوابع
تم تمييز المقبرة على المذكرة 1000 روبية حتى عام 2005. أصدرت باكستان طابعًا بريديًا في عام 1954 لإحياء ذكرى ضريح الإمبراطور جهانكير.

## معرض الصور

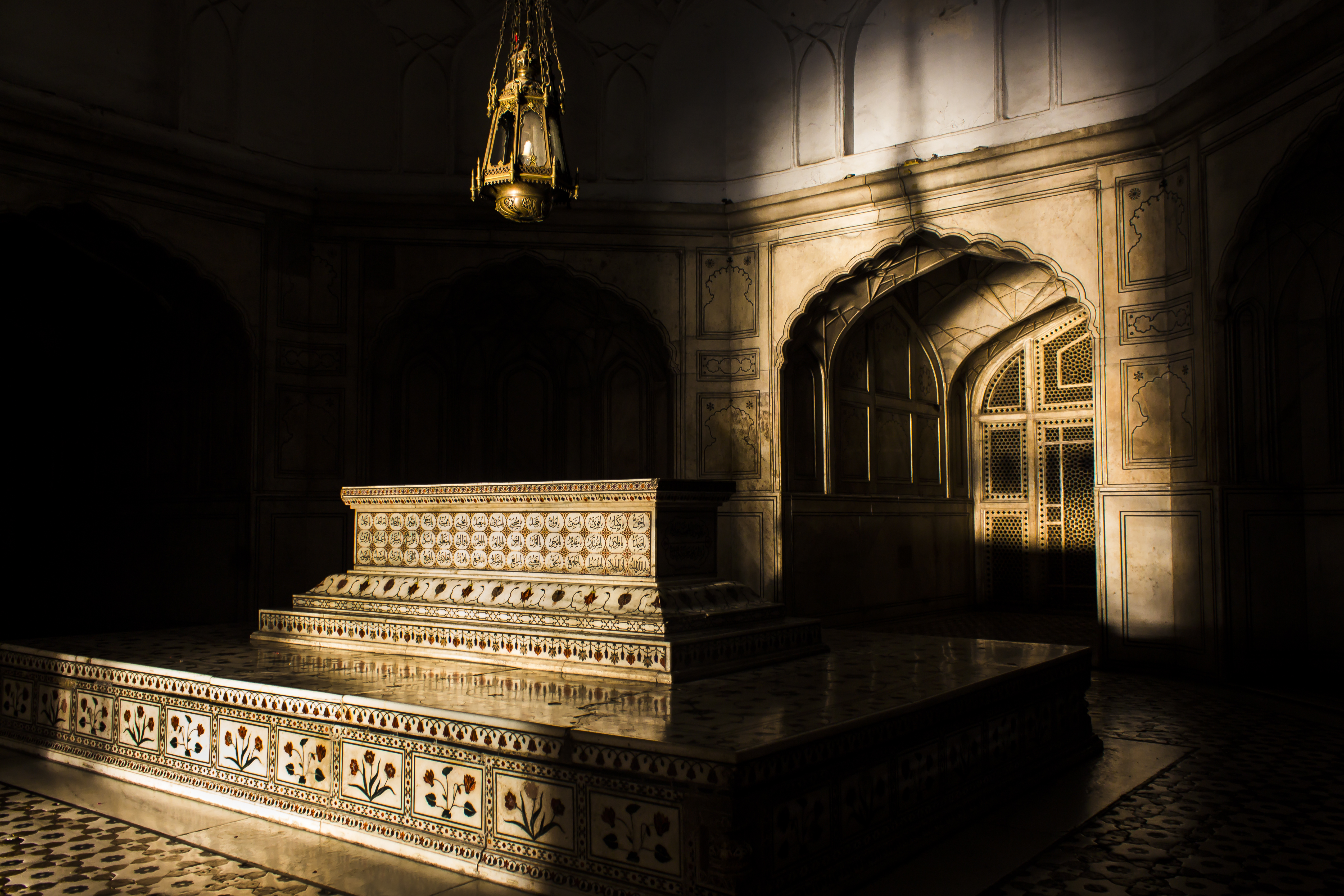
موقع تابوت الإمبراطور في غرفة داخلية مهيبة.
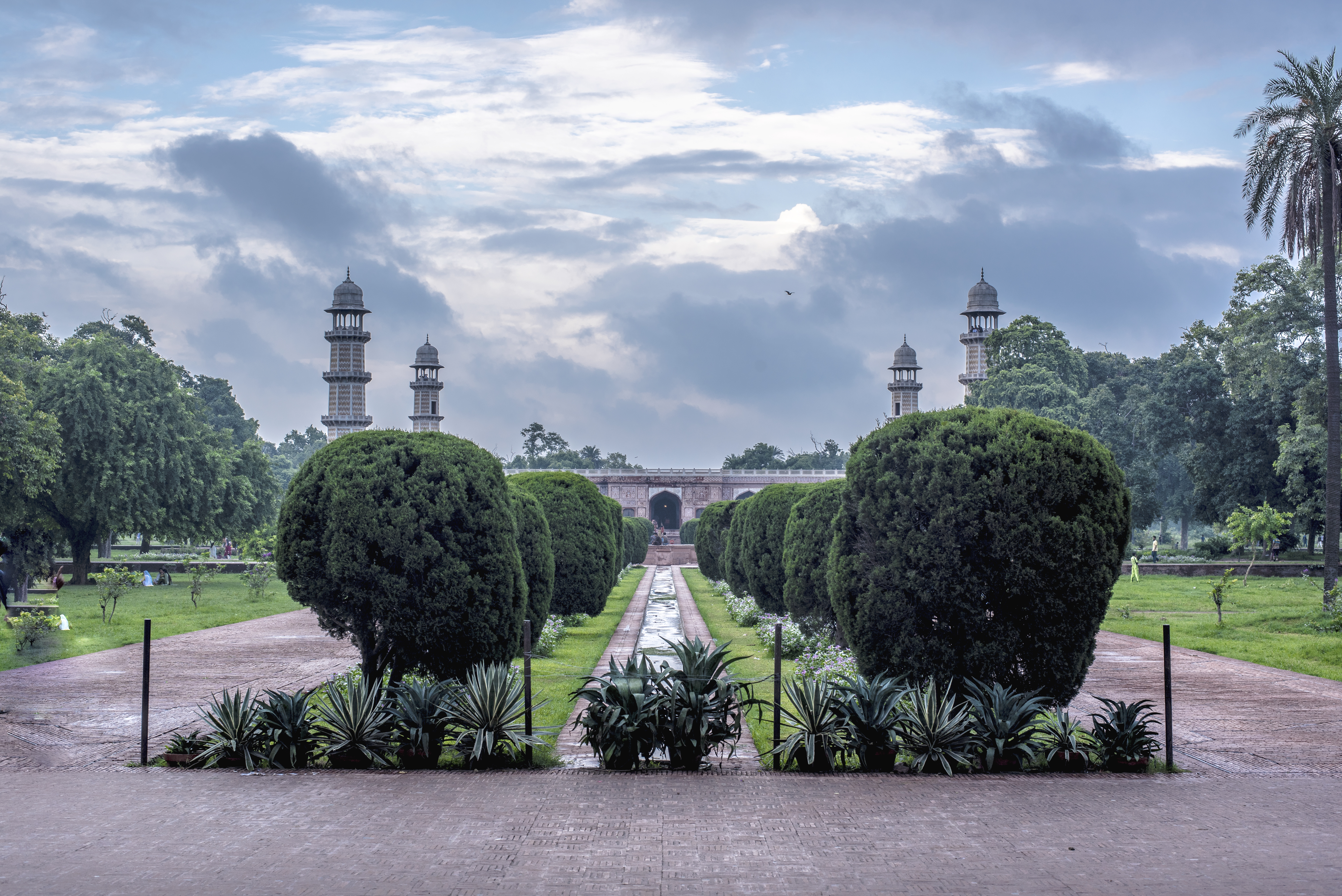
يحيط القبر بحديقة الفردوس ذات الطراز الفارسي.
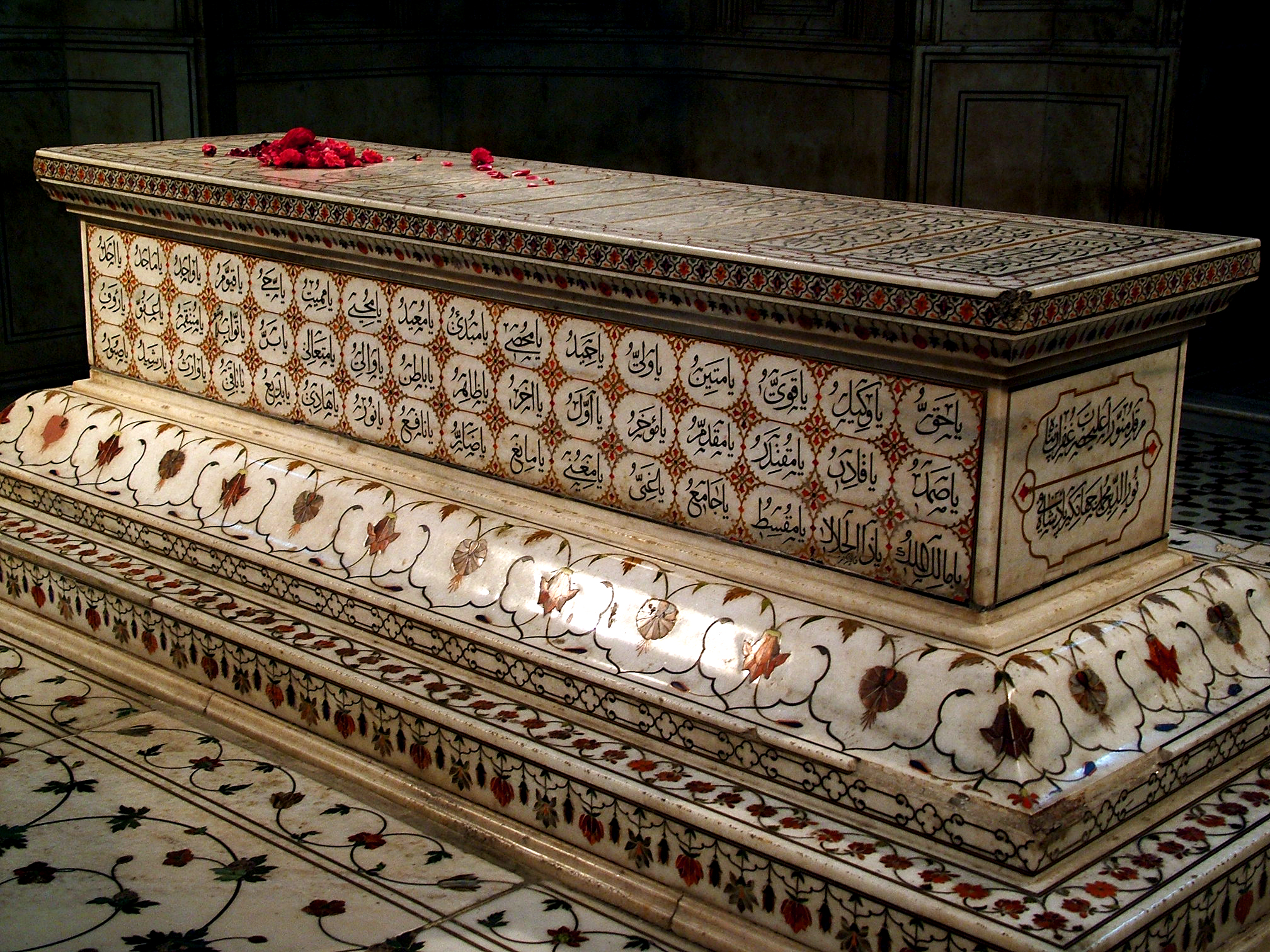
قبر جهانكير مزين بشكل غني بالبطانة المعقدة.
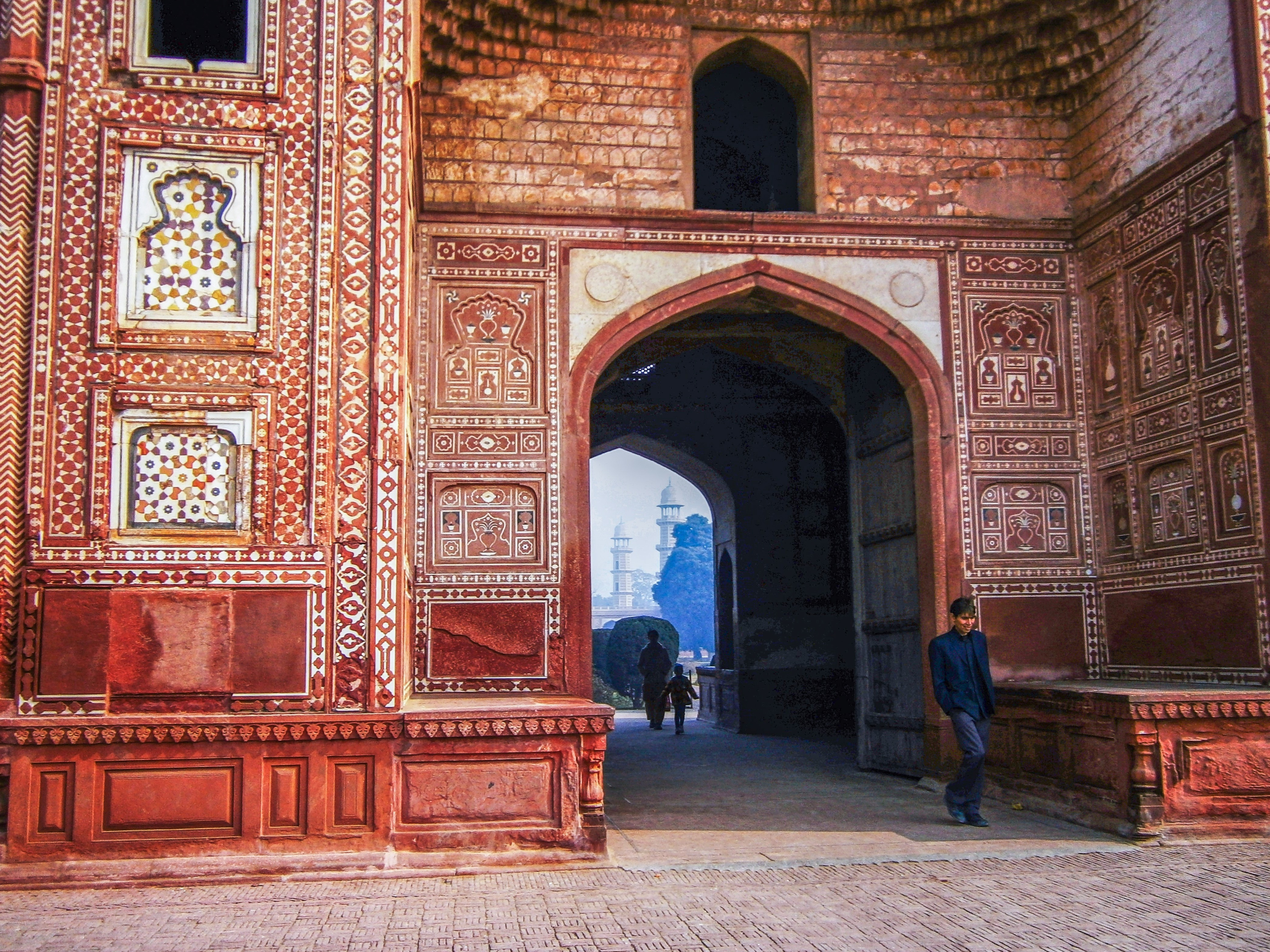
الدخول إلى الضريح عبر أكاري ساراي.
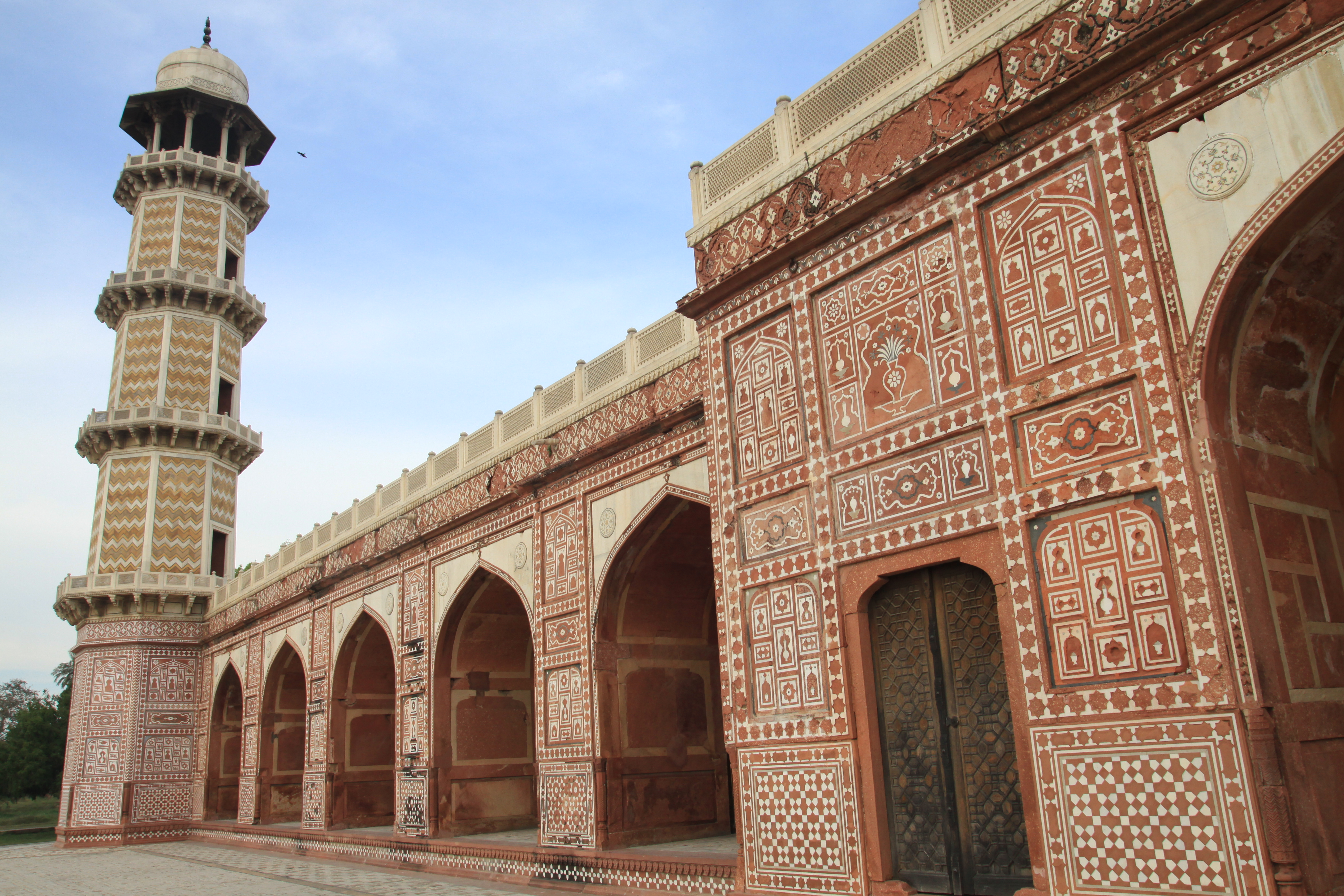
منظر التزيين الخارجي للضريح والسمات المعمارية.
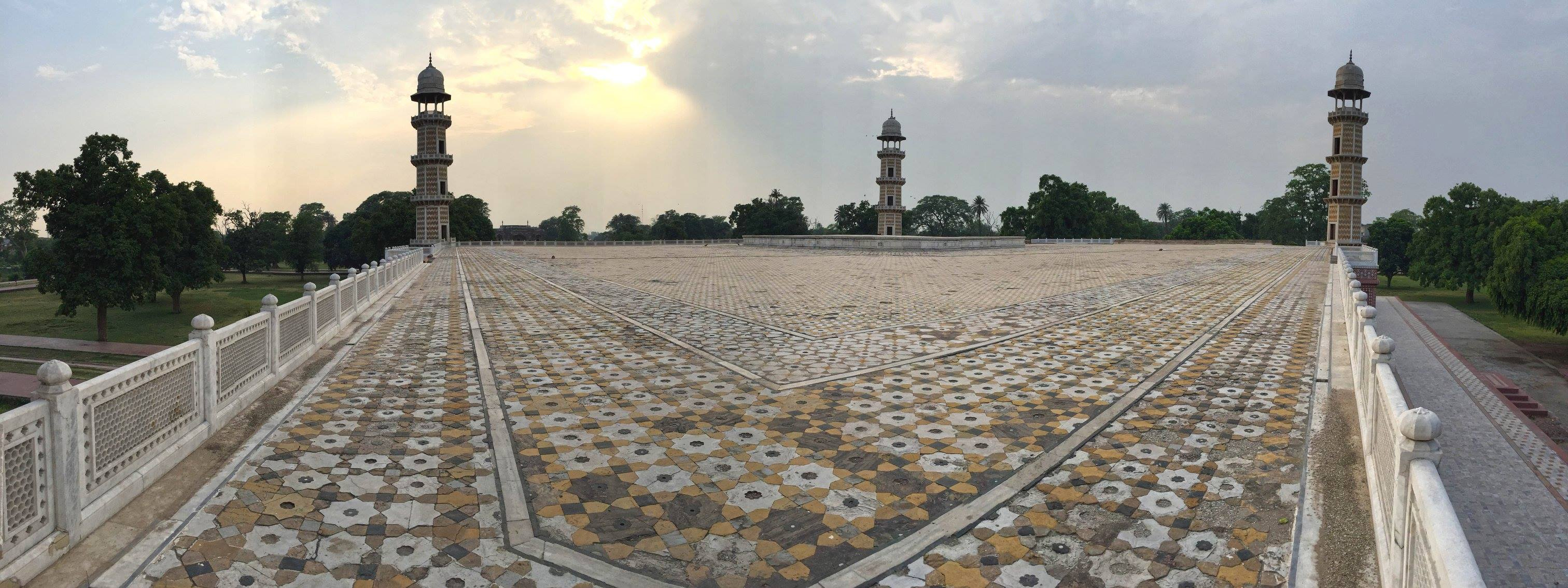
سقف الضريح المزين بالفسيفساء.
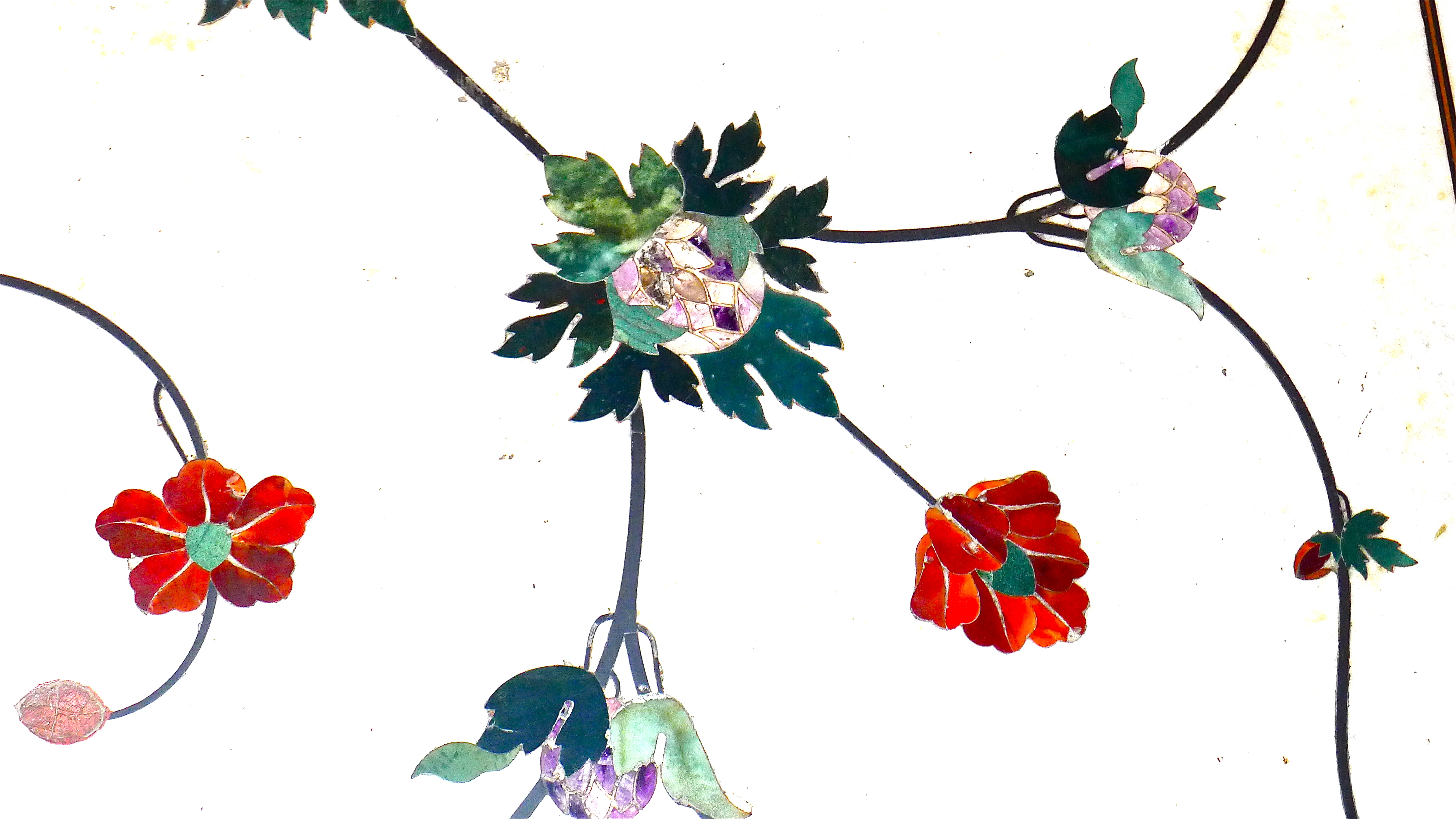
صورة عن قرب للرخام المرصع بشكل معقد على مقبرة جهانكير
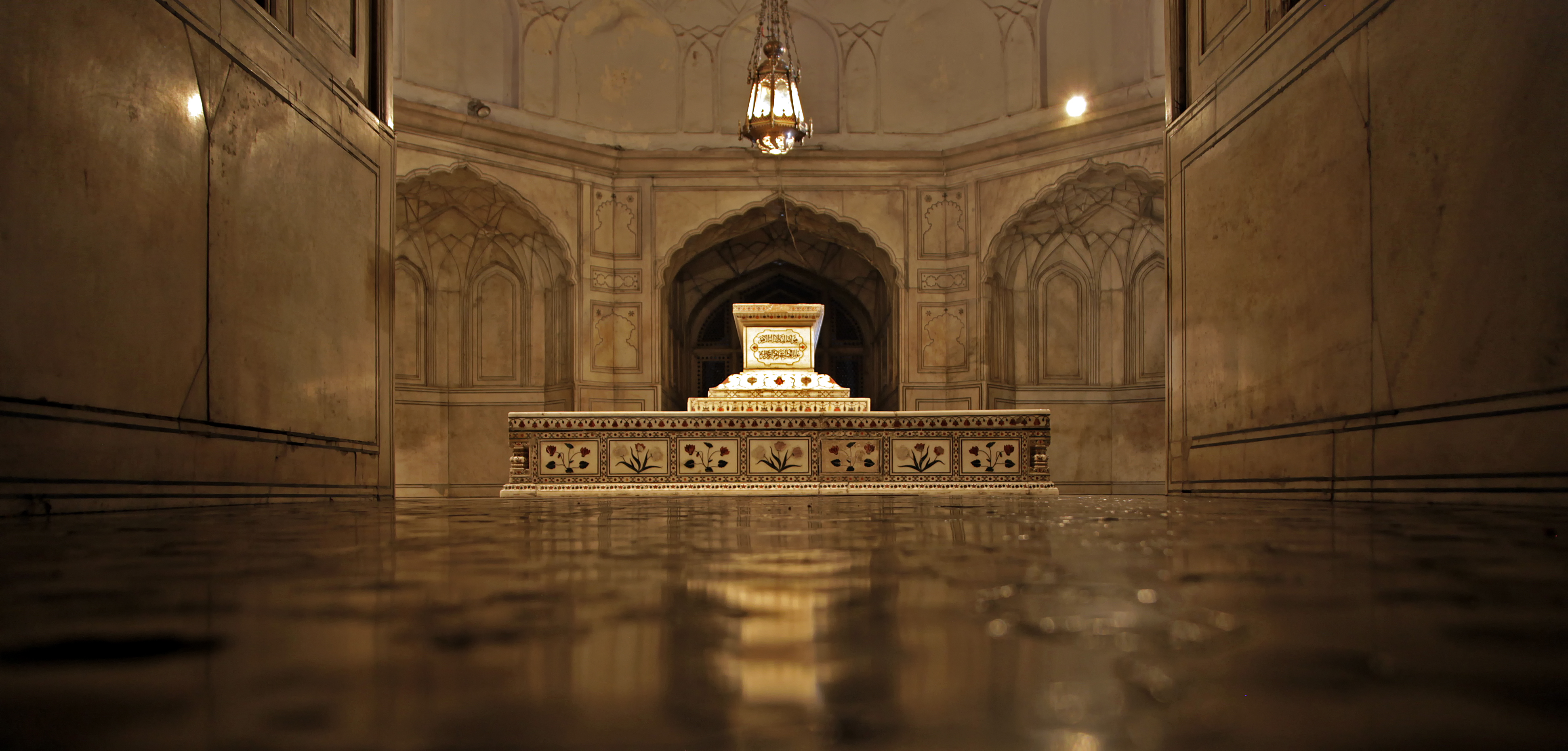
يقع تابوت الإمبراطور في وسط الضريح.
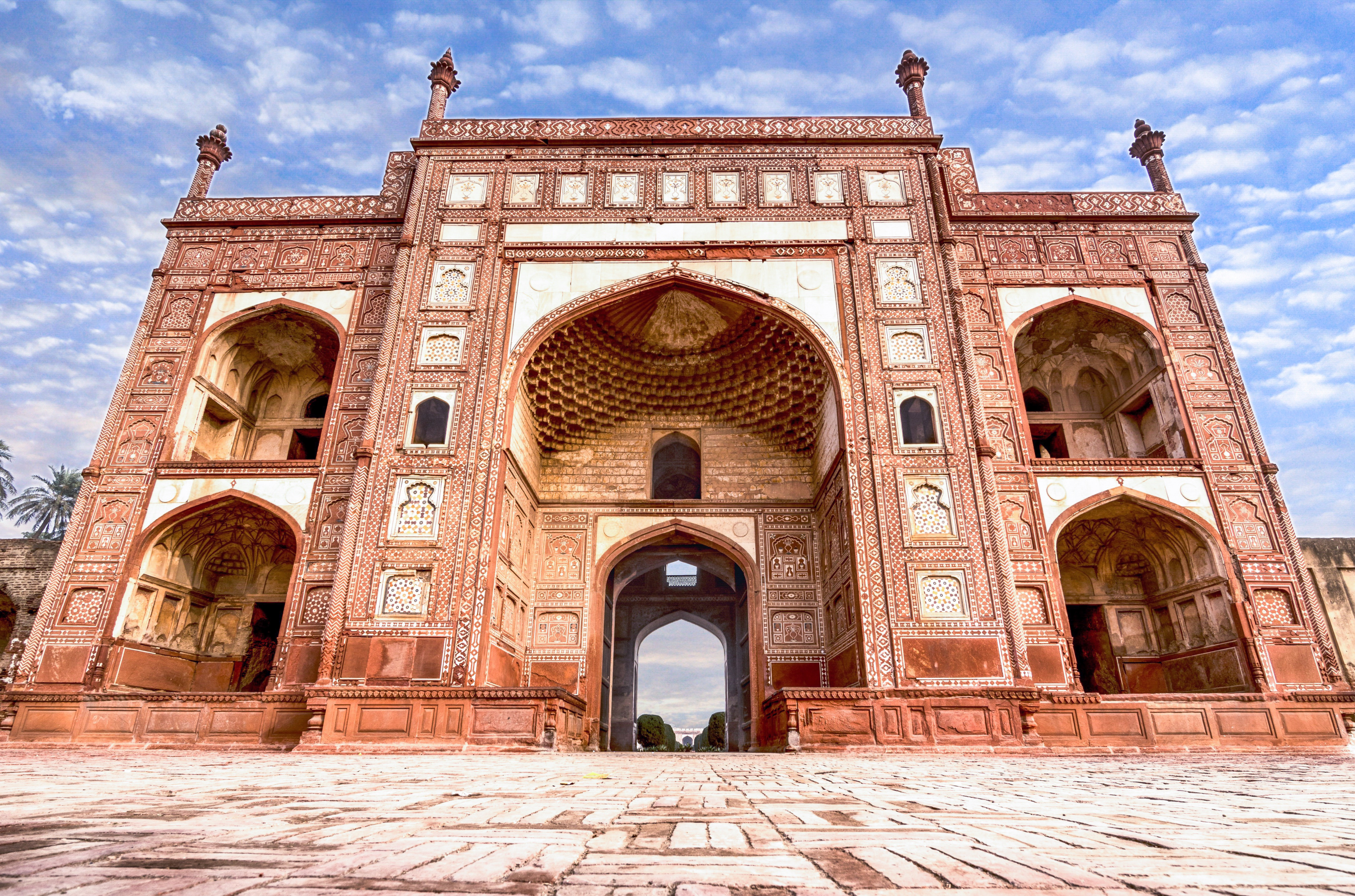
يحتوي المحيط الخارجي للمجمع على بوابة دخول كبيرة تُعرف باسم "بارا دروزة" تؤدي إلى أكبرى ساراي.
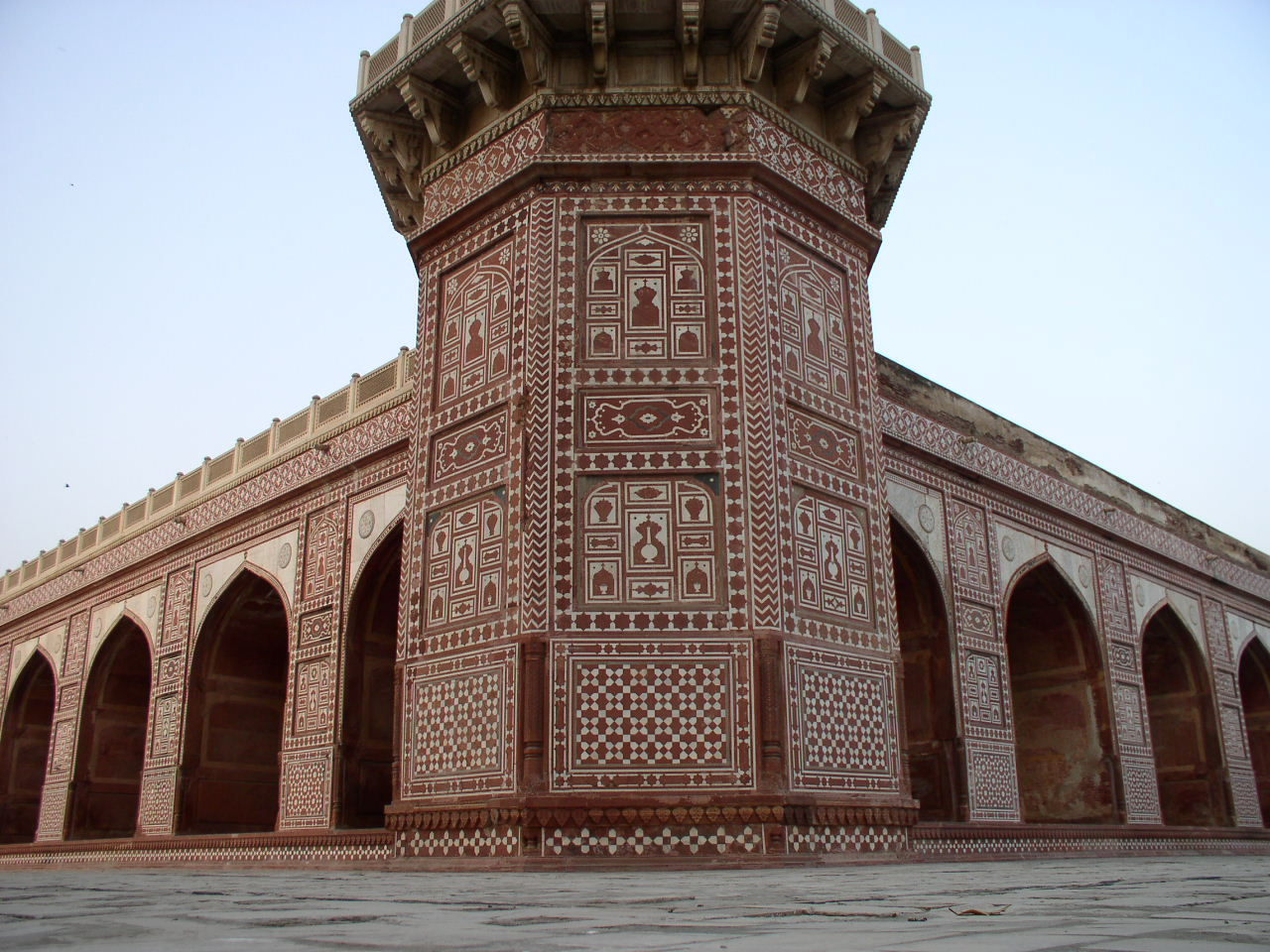
تتميز قواعد المآذن بالتفاصيل الدقيقة "الحجر الصلب".
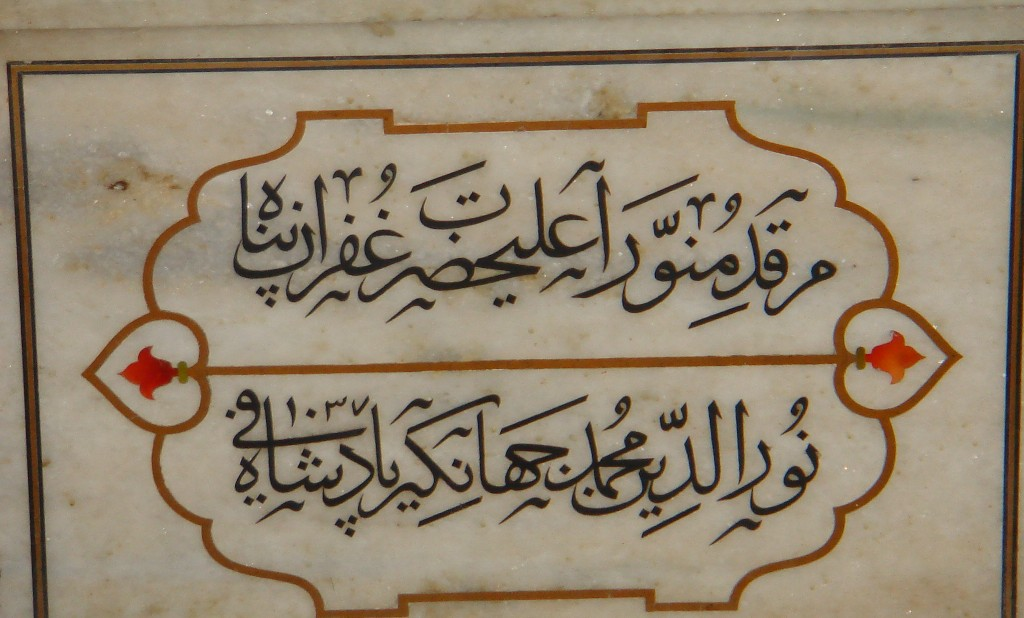
الجدران المحيطة بالمقبرة
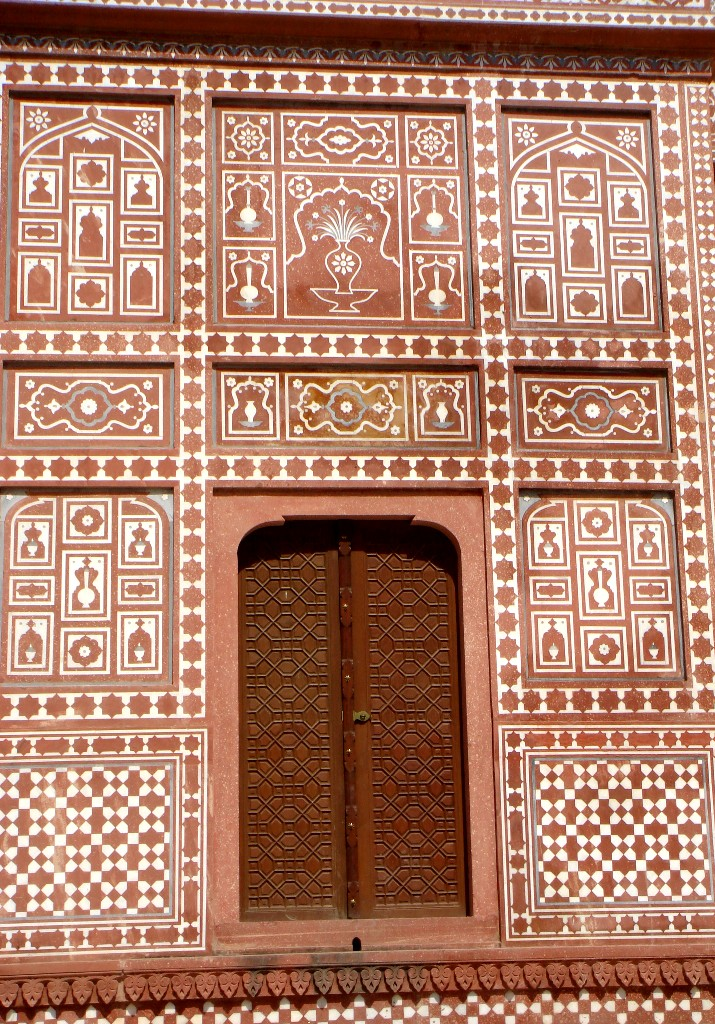
تفاصيل الحجر الصلب
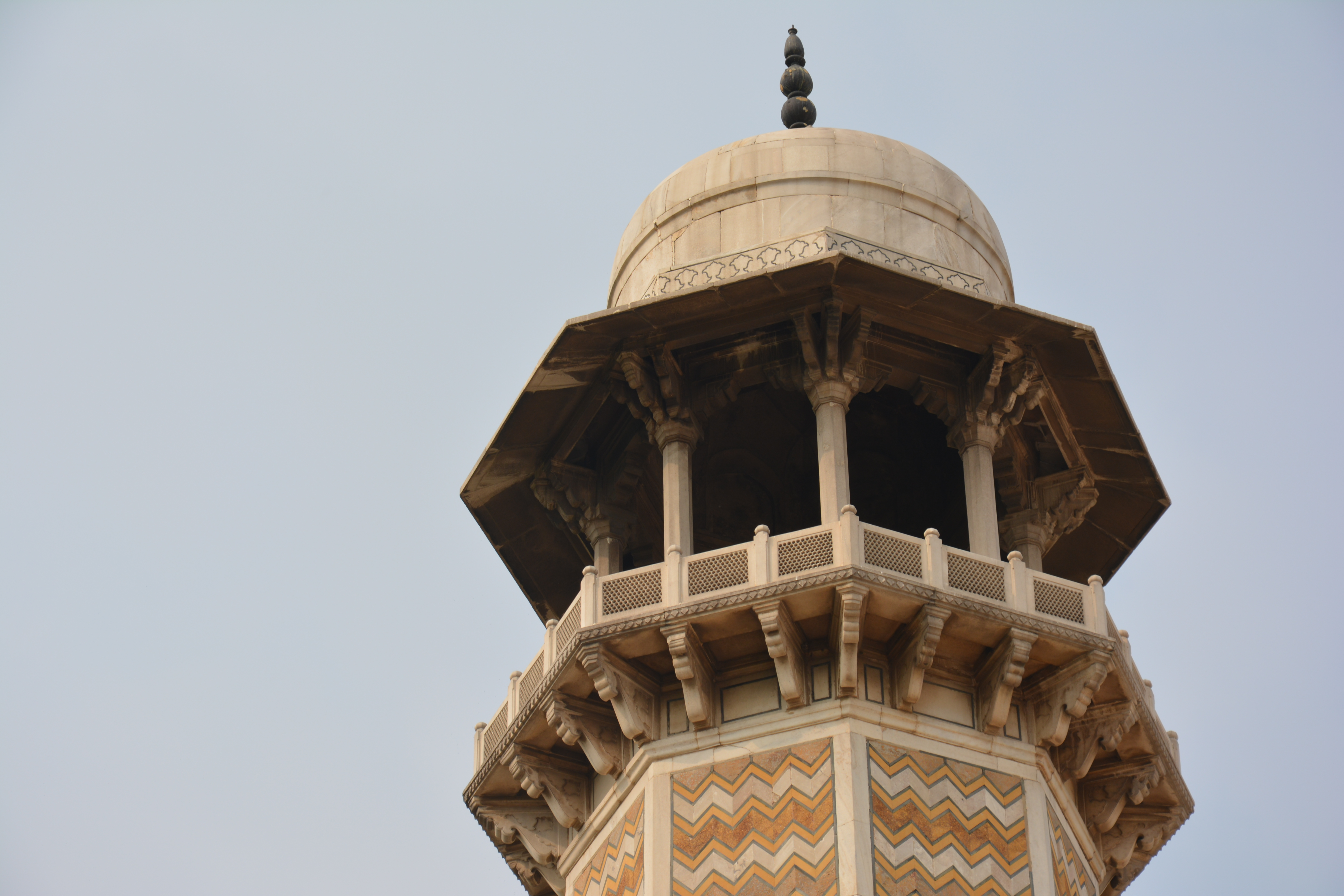
المآذن الموجودة في المقبرة مغطاة بالرخام الأبيض
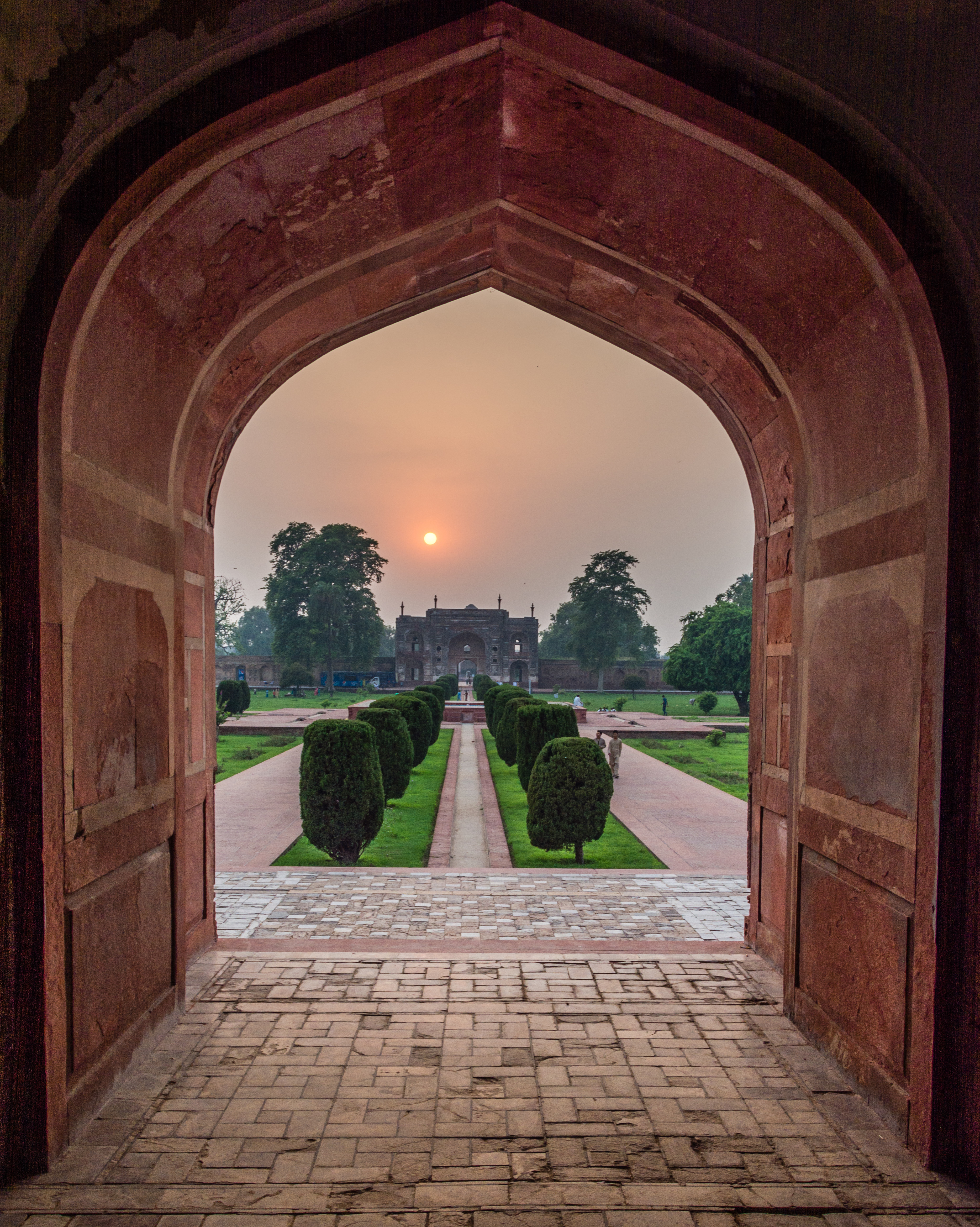
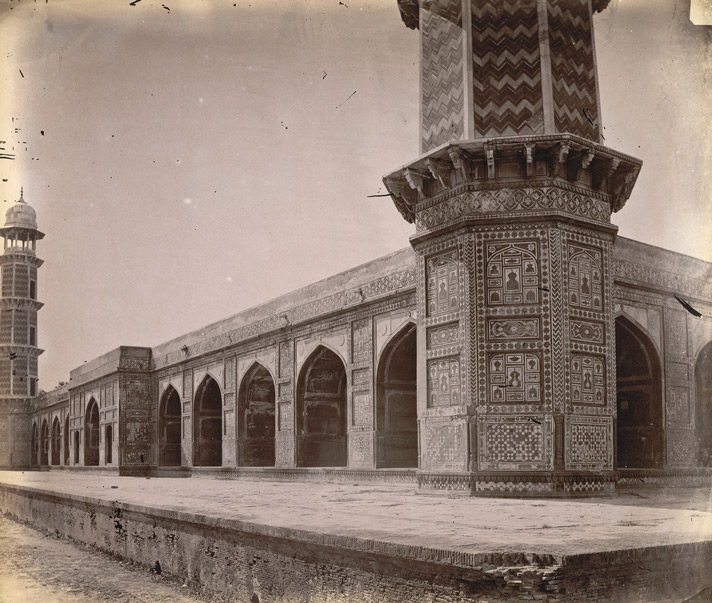
واجهة قبر جهانكير في عام 1880.
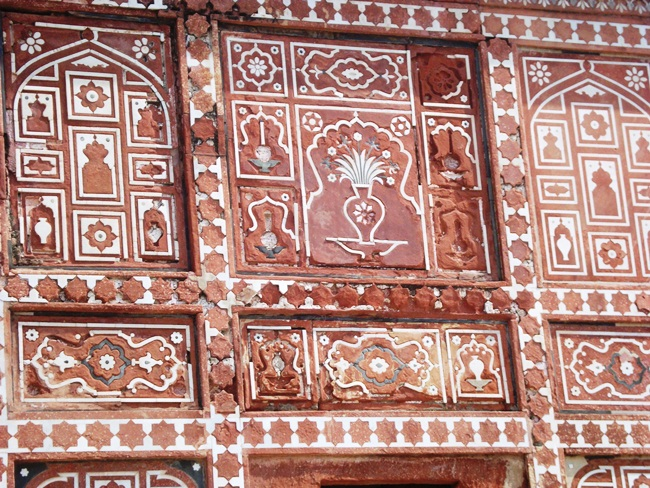
صورة مقربة لتفاصيل الحجر الصلب
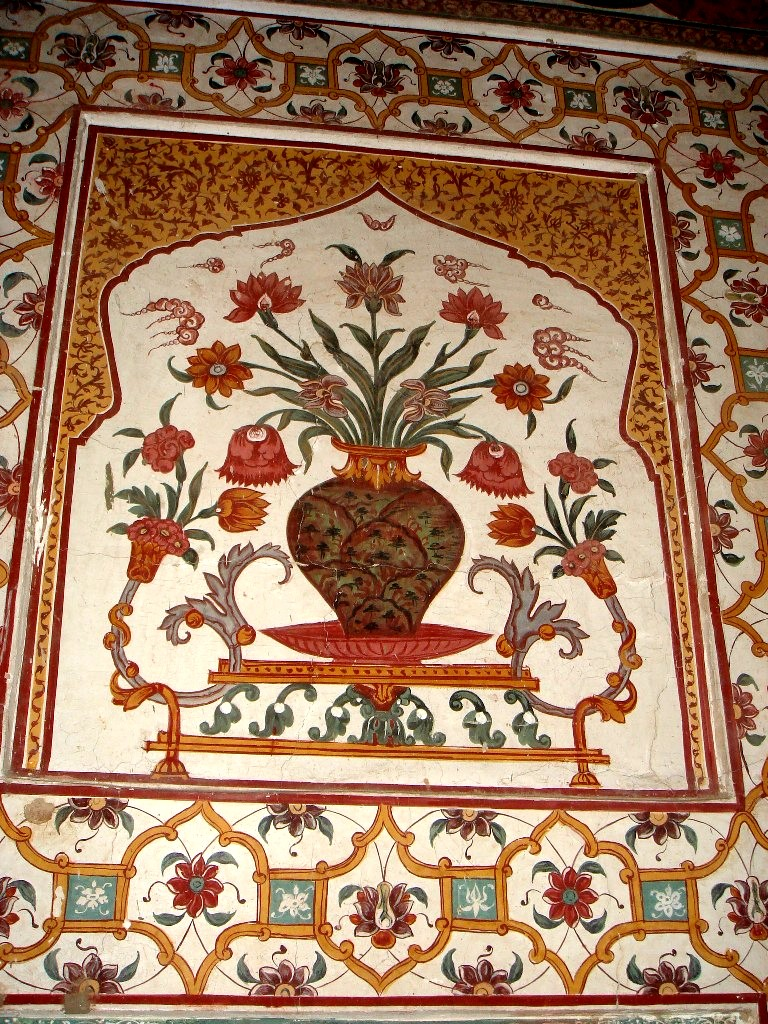
فريسكو في دهليز غرفة المقبرة
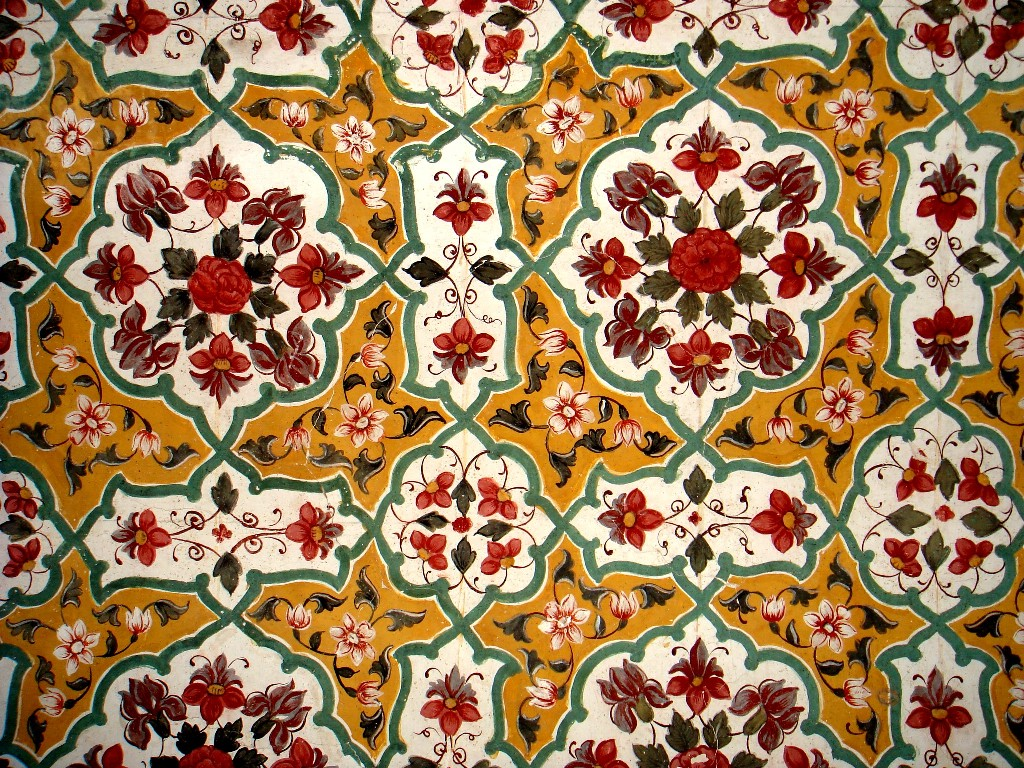
فريسكو في دهليز غرفة المقبرة
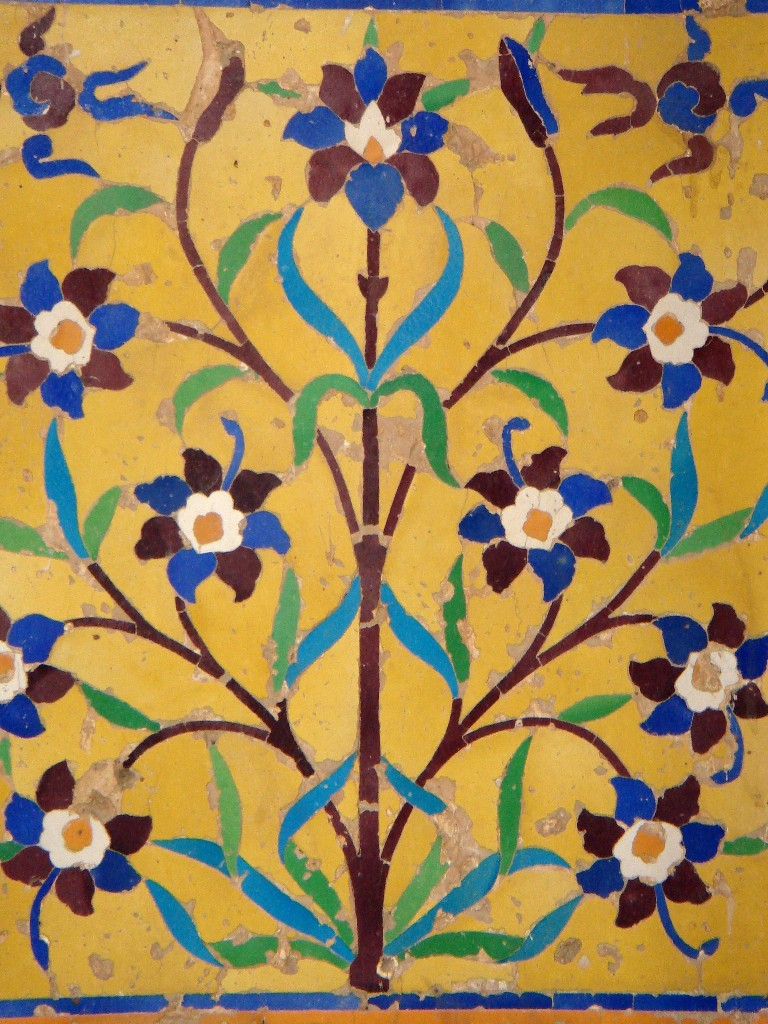
البلاط المرصع "كاشي" في ضريح الشرفة